# Joachim Glatz
Joachim Glatz  (* 1950 in Landau in der Pfalz) ist ein deutscher Kunsthistoriker und Denkmalpfleger.
Glatz studierte an der Ludwig-Maximilians-Universität in München und der Johannes Gutenberg-Universität in Mainz Kunstgeschichte, Klassische Archäologie sowie Ur- und Frühgeschichte. In Mainz wurde er 1977 am Fachbereich 15 Philologie unter Fritz Arens zu dem Thema „Mittelalterliche Wandmalerei in der Pfalz und in Rheinhessen“ promoviert.
Er war seit 1978 beim Landesamt für Denkmalpflege in Rheinland-Pfalz tätig. 1986 übernahm er dort die Leitung der Abteilung Bau- und Kunstdenkmalpflege. Von Januar 2008 bis zu seiner Pensionierung Mitte 2015 war er Landeskonservator und Leiter der Generaldirektion Kulturelles Erbe Rheinland-Pfalz. Nach seiner Pensionierung arbeitete Glatz unter anderem auch an dem Antrag des Landes Rheinland-Pfalz zur Aufnahme der SchUM-Städte in die Liste des UNESCO-Welterbes mit.

## Werke (Auswahl)
- Joachim Glatz: Mittelalterliche Wandmalerei in der Pfalz und in Rheinhessen. Gesellschaft für Mittelrheinische Kirchengeschichte e.V., Mainz 1981. Zugleich: Mainz, Universität Fachbereich 15 - Philologie III, Dissertation 1977
- Joachim Glatz (Hrsg.): Kunst und Kultur am Mittelrhein : Festschrift für Fritz Arens zum 70. Geburtstag. Wernersche Verlagsgesellschaft, Worms 1982, ISBN 978-3-88462-016-8
- Sankt Stephan in Mainz : die historische Ausstattung. Verlag des Bischöflichen Stuhles: Neues Jahrbuch für das Bistum Mainz, Sonderband, Mainz 1990,
- Synagogen und Denkmalpflege in Rheinland-Pfalz : ein Zwischenbericht. S. 5–20 in: Beiträge zur jüdischen Geschichte in Rheinland-Pfalz. Band 2 1992, ISSN 0940-8568
- Ein Abriss, wie das Gesetz ihn befiehlt. Das Löhrsche Haus in der Mainzer Rheinstraße. S. 153–162 in: Mainzer Zeitschrift. Mittelrheinisches Jahrbuch für Archäologie, Kunst und Geschichte. 96./97. Jahrgang (2001/2002), Zabern, Darmstadt 2001, ISSN 0076-2792
- Joachim Glatz, Ulrike Glatz: Der Mainzer Dom: die Kathedrale der Erzbischöfe ; ein kunsthistorischer Hörführer. Kunst + Reise, Bad Homburg 2008, CD 68 Minuten.
- Joachim Glatz: Jüdische Friedhofskultur des Mittelalters – die SCHUM-Städte Speyer, Worms und Mainz auf dem Weg zum Welterbe, ein Zwischenbericht. in: ICOMOS – Hefte des Deutschen Nationalkomitees. Jüdische Friedhöfe und Bestattungskultur in Europa. Band 53, 2011 München. (PDF online)
- Joachim Glatz, Ulrike Glatz: ... in einer steinernen Urkunde lesen: Geschichts- und Erinnerungsorte in Rheinland-Pfalz. Nünnerich-Asmus, Mainz 2013, ISBN 978-3-943904-21-5
- Joachim Glatz, Georg Peter Karn: Mainz: ein Blick - viele Ansichten. Katalogbuch zur Ausstellung im Landesmuseum Mainz, Wernersche Verlagsgesellschaft, Worms 2015, ISBN 978-3-88462-362-6
- Joachim Glatz, Andreas Lehnardt, Ralf Rothenbusch (Hrsg.): Zwischen Pogrom und Nachbarschaft : Beziehungen und gegenseitige Wahrnehmung von Juden und Christen in den SchUM-Städten während des Mittelalters. Echter, Würzburg 2022, Online-Version ISBN 978-3-429-05207-2

- Das gotische Südportal des Wormser Domes und seine Antijudaismen. S. 135–152 in: Joachim Glatz, Andreas Lehnardt, Ralf Rothenbusch (Hrsg.): Zwischen Pogrom und Nachbarschaft : Beziehungen und gegenseitige Wahrnehmung von Juden und Christen in den SchUM-Städten während des Mittelalters.

- Die Rettung der Mainzer Zitadelle und die Anfänge der staatlichen Denkmalpflege in Rheinhessen. S. 48–59 in: Stefan Schmitz (Hrsg.): Die Zitadelle auf dem Jakobsberg: Entwicklung und Perspektiven. 2. überarbeitete und erweiterte Auflage, Bonewitz Bodenheim Mainz 2022, ISBN 978-3-9818438-9-7

Mitarbeit bei:
- State of Rhineland-Palatinate, Ministry for Science, Further Education and Culture Rhineland-Palatinate: ShUM SITES OF SPEYER, WORMS AND MAINZ - Nomination for the UNESCO World Heritage List. Nomination Dossier, 2019 Mainz.(PDF Online)
- State of Rhineland-Palatinate, Ministry for Science, Further Education and Culture Rhineland-Palatinate: ShUM SITES OF SPEYER, WORMS AND MAINZ - Appendices. Written Sources on the History of ShUM Sites of Speyer, Worms and Mainz 10th to 17th Centuries. 2019 Mainz, (PDF Online)